# Babakina indopacifica
Babakina indopacifica is een slakkensoort uit de familie van de Babakinidae. De wetenschappelijke naam van de soort is voor het eerst geldig gepubliceerd in 2007 door Gosliner, Gonzalez-Duarte & Cervera.